# 船橋 (斯德哥爾摩)

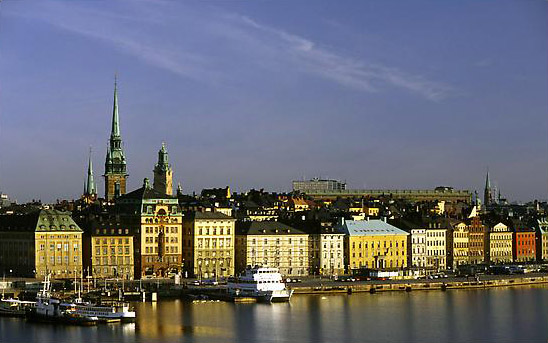
船橋

船橋（Skeppsbron）是瑞典斯德哥爾摩老城的一條街道，也可以指一個地區，自王宮前面的Strömbron橋至諾曼海姆地區。這裡擁有斯德哥爾摩王宮、南岸銀行大樓等建築，是斯德哥爾摩的地標地區之一。直到20世纪初期，船橋地區都是當地航運業的重要中心。

## 外部連結
- 维基共享资源上的相關多媒體資源：船橋
- hitta.se - Location map and virtual walk

59°19′25″N 18°04′31″E / 59.32361°N 18.07528°E